# Cục Nhà trường, Quân đội nhân dân Việt Nam
Cục Nhà trường trực thuộc Bộ Tổng Tham mưu Quân đội nhân dân Việt Nam là cơ quan đầu ngành tham mưu giúp Thủ trưởng Bộ Quốc phòng, Bộ Tổng Tham mưu về công tác tuyển sinh và đảm bảo chất lượng đào tạo sỹ quan trong các Học viện, nhà trường quân đội.

## Lịch sử hình thành
- Ngày 14/10/1955 Bộ Quốc phòng ra Quyết định số 172/QĐ-QP về thành lập Ban chỉ đạo nhà trường và Phòng Nhà trường thuộc Cục Quân huấn/BTTM.
- Ngày 10 tháng 4 năm 1958, Chủ tịch Hồ Chí Minh ký Sắc lệnh số 60-SL về việc thành lập Tổng cục Quân huấn; tiếp đó đến 21/5 Bộ trưởng Bộ Quốc phòng ký Quyết định số 153/QĐ bổ nhiệm đồng chí Lê Thanh cấp Sư đoàn bậc Phó Tham mưu trưởng Quân khu Đông Bắc giữ chức Phó Cục trưởng Cục Quản lý nhà trường thuộc Tổng cục Quân huấn..
- Ngày 06/6/1961 Bộ Quốc phòng ra Quyết định số 47/QĐ hợp nhất Cục Quản lý nhà trường và Cục Quân huấn thành Cục Quân huấn..
- Thực hiện Nghị quyết số 40/QUTW của thường trực Quân ủy Trung ương, ngày 11/5/1970 Đại tướng Võ Nguyên Giáp - Bộ trưởng Bộ Quốc phòng ký Quyết định số 88/QĐ-QP về thành lập Cục Nhà trường trực thuộc Bộ Tổng Tham mưu.
- Ngày 07/5/1974 Bộ Quốc phòng ra Quyết định số 65/QĐ-QP hợp nhất Cục nhà trường và Cục Quân huấn thành Cục Quân huấn lần thứ 2.

## Lãnh đạo hiện nay
- Cục trưởng: Trung tướng Nguyễn Văn Oanh
- Phó Cục trưởng: Thiếu tướng Nguyễn Đăng Bảo
- Phó Cục trưởng: Thiếu tướng Mai Văn Hồng
- Phó Cục trưởng:Đại tá Phùng Thị Phú

## Tổ chức
- Phòng Kế hoạch - Tổng hợp
- Phòng Quản lý đào tạo
- Phòng Quản lý nhà giáo và khoa học quân sự
- Phòng Trang thiết bị đào tạo
- Phòng Khảo thí và đảm bảo chất lượng đào tạo
- Ban Tài chính
- Ban Hành chính

## Khen thưởng
Đơn vị Anh hùng LLVTND thời kỳ Chống Mỹ cứu nước

## Cục trưởng qua các thời kỳ
- 1972-1979, Bùi Nam Hà, Thiếu tướng (1983)
- 1979-1985, Dương Hán, Thiếu tướng
- 1985-1989 Phạm Ngọc Lan, Thiếu tướng (1992)
- 1989-1994 Đỗ Phú Vàng, Thiếu tướng (1985)
- 2002-2005 Nguyễn Chiến, Trung tướng  (2008)
- 2005-2010, Nguyễn Trọng Thắng, Trung tướng (2008)
- 2010-2016, Nguyễn Đức Tỉnh, Trung tướng (2013), Thiếu tướng (2008), nguyên Phó Hiệu trưởng Trường Sĩ quan Lục quân 2
- 2016-2021, Trần Hữu Phúc, Trung tướng (2016), nguyên Giám đốc Học viện Biên phòng.
- 2021-nay, Nguyễn Văn Oanh, Trung tướng (2023), Thiếu tướng (2020), nguyên Phó Hiệu trưởng Trường sĩ quan Lục quân 1.

## Phó Cục trưởng qua các thời kỳ
- 2009-2012, Nguyễn Thiện Minh, Thiếu tướng (2014), Vụ trưởng Vụ Giáo dục Quốc phòng, Bộ Giáo dục Đào tạo(2012-2019)
- 2003 -2015, Phạm Đình Vi, Thiếu tướng Quân đội nhân dân Việt Nam (2012)
- 2013-2018, Hoàng Hoa Châu, Thiếu tướng Quân đội nhân dân Việt Nam, (2013), nguyên Phó Hiệu trưởng Trường sĩ quan Lục quân 1
- 2012-2018, Chu Minh Hồng, Thiếu tướng Quân đội nhân dân Việt Nam
- 2014-2019, Phạm Đức Tú,Thiếu tướng(2018), sau là Vụ trưởng Vụ GDQP&AN – Bộ GD&ĐT(2019-2023)
- 2018-2.2024, Nguyễn Đình Đản, Thiếu tướng(2018), nguyên Hiệu trưởng Trường Sĩ quan Tăng thiết giáp
- 11/2017 - 7.2023, Trần Ngọc Thanh, Thiếu tướng(2019), (Thực tế Phó hiệu trưởng TSQLQ2, 2016-2017)
- 3.2020- nay: Nguyễn Đăng Bảo, Thiếu tướng, nguyên Phó Tham mưu trưởng Quân khu 1 (2017-2020)
- 8.2023-nay, Mai Văn Hồng, Thiếu tướng (2022), nguyên Phó Cục Trưởng Cục Quân Lực (2020-2023)